# 1998年ブラジルグランプリ
1998年ブラジルグランプリ（XXVII Grande Premio do Brasil）は、1998年のF1世界選手権第2戦として3月29日にアウトドローモ・ホセ・カルロス・パーチェで開催された。ミカ・ハッキネンが前シーズン最終戦からの連勝を3に伸ばし、マクラーレンも3戦連続で1-2フィニッシュを達成した。

## レース概要
レース前、マクラーレンのブレーキシステムに対してフェラーリが異議を申し立てた。ドライバーが後輪左右独自にブレーキをかけ、コーナーを曲がる際にトラクションをかけることを可能にしたこのシステムは、事実上の4WSであった。FIAは4WSの使用を禁止しており、これに違反している言うものであった。ジャック・ヴィルヌーヴやデイモン・ヒルなど他のドライバー達は、デバイスがどのように機能しているかに対して疑念を抱いた。マクラーレンのロン・デニスは、FIA技術代表のチャーリー・ホワイティングによって承認されているとして反論したものの、スチュワードはこのシステムを違反だと宣告した。フェラーリの異議の結果として、チームは週末のどの段階でもシステムを使用しないことに同意した。
レースが始まるとすぐにミカ・ハッキネンがリードし、長く孤独なドライブをすることとなる。グリッド後方では最悪の週末を過ごしたアロウズのミカ・サロが20位、ペドロ・ディニスが最下位と沈んでいた。ハッキネンはデビッド・クルサードに1秒以上の差を付け、そこから3秒差でハインツ＝ハラルド・フレンツェンが3位に付けていた。ラルフ・シューマッハが1ラップ目の第4コーナーでスピン、1周も終えずにリタイアした。エディ・アーバインはスタートに失敗したチームメイトのミハエル・シューマッハの前を走行した。18ラップ目にクルサードはハッキネンに5秒差を付けられていた。フレンツェンとシューマッハはマクラーレンデュオの23秒後方にいた。シューマッハは最初のピットストップでフレンツェンの先に出たが、2台のマクラーレンに周回遅れにされないよう戦わなければならなかった。マクラーレンはレースを支配し、フェラーリとベネトンは答えを見つけることができず、前年度チャンピオンのウィリアムズは苦闘していた。

## 結果

### 予選
| 順位 | No | ドライバー                       | コンストラクター          | タイム   | 差     |
| ---- | -- | -------------------------------- | ------------------------- | -------- | ------ |
| 1    | 8  | ミカ・ハッキネン                 | マクラーレン-メルセデス   | 1:17.092 |        |
| 2    | 7  | デビッド・クルサード             | マクラーレン-メルセデス   | 1:17.757 | +0.665 |
| 3    | 2  | ハインツ＝ハラルド・フレンツェン | ウィリアムズ-メカクローム | 1:18.109 | +1.017 |
| 4    | 3  | ミハエル・シューマッハ           | フェラーリ                | 1:18.250 | +1.158 |
| 5    | 6  | アレクサンダー・ヴルツ           | ベネトン-プレイライフ     | 1:18.261 | +1.169 |
| 6    | 4  | エディ・アーバイン               | フェラーリ                | 1:18.449 | +1.357 |
| 7    | 5  | ジャンカルロ・フィジケラ         | ベネトン-プレイライフ     | 1:18.652 | +1.560 |
| 8    | 10 | ラルフ・シューマッハ             | ジョーダン-無限ホンダ     | 1:18.735 | +1.643 |
| 9    | 14 | オリビエ・パニス                 | プロスト-プジョー         | 1:18.753 | +1.661 |
| 10   | 1  | ジャック・ヴィルヌーヴ           | ウィリアムズ-メカクローム | 1:18.761 | +1.669 |
| 11   | 9  | デイモン・ヒル                   | ジョーダン-無限ホンダ     | 1:18.988 | +1.896 |
| 12   | 12 | ヤルノ・トゥルーリ               | プロスト-プジョー         | 1:19.069 | +1.977 |
| 13   | 18 | ルーベンス・バリチェロ           | スチュワート-フォード     | 1:19.344 | +2.252 |
| 14   | 15 | ジョニー・ハーバート             | ザウバー-ペトロナス       | 1:19.375 | +2.283 |
| 15   | 14 | ジャン・アレジ                   | ザウバー-ペトロナス       | 1:19.449 | +2.357 |
| 16   | 19 | ヤン・マグヌッセン               | スチュワート-フォード     | 1:19.644 | +2.552 |
| 17   | 21 | 高木虎之介                       | ティレル-フォード         | 1:20.203 | +3.111 |
| 18   | 22 | 中野信治                         | ミナルディ-フォード       | 1:20.390 | +3.298 |
| 19   | 23 | エステバン・トゥエロ             | ミナルディ-フォード       | 1:20.459 | +3.367 |
| 20   | 17 | ミカ・サロ                       | アロウズ                  | 1:20.481 | +3.389 |
| 21   | 20 | リカルド・ロセット               | ティレル-フォード         | 1:20.748 | +3.656 |
| 22   | 16 | ペドロ・ディニス                 | アロウズ                  | 1:20.847 | +3.755 |

### 決勝
| 順位     | No | ドライバー                       | コンストラクター          | 周回 | タイム       | グリッド | ポイント |
| -------- | -- | -------------------------------- | ------------------------- | ---- | ------------ | -------- | -------- |
| 1        | 8  | ミカ・ハッキネン                 | マクラーレン-メルセデス   | 72   | 1:37:11.747  | 1        | 10       |
| 2        | 7  | デビッド・クルサード             | マクラーレン-メルセデス   | 72   | +1.102       | 2        | 6        |
| 3        | 3  | ミハエル・シューマッハ           | フェラーリ                | 72   | +1:00.550    | 4        | 4        |
| 4        | 6  | アレクサンダー・ヴルツ           | ベネトン-プレイライフ     | 72   | +1:07.453    | 5        | 3        |
| 5        | 2  | ハインツ＝ハラルド・フレンツェン | ウィリアムズ-メカクローム | 71   | +1 Lap       | 3        | 2        |
| 6        | 5  | ジャンカルロ・フィジケラ         | ベネトン-プレイライフ     | 71   | +1 Lap       | 7        | 1        |
| 7        | 1  | ジャック・ヴィルヌーヴ           | ウィリアムズ-メカクローム | 71   | +1 Lap       | 10       |          |
| 8        | 4  | エディ・アーバイン               | フェラーリ                | 71   | +1 Lap       | 6        |          |
| 9        | 14 | ジャン・アレジ                   | ザウバー-ペトロナス       | 71   | +1 Lap       | 15       |          |
| 10       | 19 | ヤン・マグヌッセン               | スチュワート-フォード     | 70   | +2 Laps      | 16       |          |
| 11       | 15 | ジョニー・ハーバート             | ザウバー-ペトロナス       | 67   | 体調不良     | 14       |          |
| DSQ      | 9  | デイモン・ヒル                   | ジョーダン-無限ホンダ     | 70   | 失格         | 11       |          |
| リタイア | 11 | オリビエ・パニス                 | プロスト-プジョー         | 63   | エンジン     | 9        |          |
| リタイア | 18 | ルーベンス・バリチェロ           | スチュワート-フォード     | 56   | ギアボックス | 13       |          |
| リタイア | 20 | リカルド・ロセット               | ティレル-フォード         | 52   | ギアボックス | 21       |          |
| リタイア | 23 | エステバン・トゥエロ             | ミナルディ-フォード       | 44   | スロットル   | 19       |          |
| リタイア | 16 | ペドロ・ディニス                 | アロウズ                  | 26   | ギアボックス | 22       |          |
| リタイア | 21 | 高木虎之介                       | ティレル-フォード         | 19   | エンジン     | 17       |          |
| リタイア | 17 | ミカ・サロ                       | アロウズ                  | 18   | エンジン     | 20       |          |
| リタイア | 12 | ヤルノ・トゥルーリ               | プロスト-プジョー         | 17   | 燃料ポンプ   | 12       |          |
| リタイア | 22 | 中野信治                         | ミナルディ-フォード       | 3    | スピン       | 18       |          |
| リタイア | 10 | ラルフ・シューマッハ             | ジョーダン-無限ホンダ     | 0    | スピン       | 8        |          |

## 第2戦終了時点でのランキング
| 順位 | ドライバー                       | ポイント |
| ---- | -------------------------------- | -------- |
| 1    | ミカ・ハッキネン                 | 20       |
| 2    | デビッド・クルサード             | 12       |
| 3    | ハインツ＝ハラルド・フレンツェン | 6        |
| 4    | ミハエル・シューマッハ           | 4        |
| 5    | エディ・アーバイン               | 3        |

| 順位 | コンストラクター          | ポイント |
| ---- | ------------------------- | -------- |
| 1    | マクラーレン-メルセデス   | 32       |
| 2    | ウィリアムズ-メカクローム | 8        |
| 3    | フェラーリ                | 7        |
| 4    | ベネトン-プレイライフ     | 4        |
| 5    | ザウバー-ペトロナス       | 1        |

- 注：ドライバー、コンストラクター共にトップ5のみ表示。

## 注
- ラップリーダー：ミカ・ハッキネン 72 (1-72)
- デイモン・ヒルは車重が8キロオーバーしたため失格した。

## 参照
1. ↑  Rosenthal, Jim, Jardine, Tony, Brundle, Martin (1998). The Brazilian Grand Prix: Qualifying - Live (Television Production). Autodromo Jose Carlos Pace, Sao Paulo, Brazil: ITV.  該当時間: 00:01.20-00:04.16.

| 前戦 1998年オーストラリアグランプリ | FIA F1世界選手権 1998年シーズン | 次戦 1998年アルゼンチングランプリ |
| 前回開催 1997年ブラジルグランプリ   | ブラジルグランプリ              | 次回開催 1999年ブラジルグランプリ |